# Mintaka
Mintaka (Delta Orionis) är en av de tre ljusstarka stjärnorna som bildar Orions bälte eller Tre vise männen, i stjärnbilden Orion, den som ligger längst till höger av de tre. De två andra är Alnitak (Zeta Orionis) och Alnilam (Epsilon Orionis).
Mintaka är en multipelstjärna ungefär 1200 ljusår från jorden,, med Bayer-beteckningen Delta Orionis och Flamsteed-beteckningen 34 Orionis.  Mintaka har en följeslagare på 52 bågsekunders avstånd av magnitud 7. Huvudkomponenten är dessutom en dubbelstjärna bestående av en jättestjärna med spektraltyp B och en mindre och hetare följeslagare av spektraltyp O. Detta gör Mintaka till en förmörkelsevariabel av typen EA, som varierar i ljusstyrka 2,20-2,32 med perioden 5,73249 dygn. Totalt räknas fyra stjärnor till stjärnsystemet.

## Stjärnans namn
Mintaka är arabiska منطقة manṭaqa vilket betyder "bältet".